# お買い物
『お買い物〜老夫婦の東京珍道中』（おかいもの ろうふうふのとうきょうちんどうちゅう）は、2009年2月14日の21時00分 - 22時13分にNHK総合テレビにて「特集ドラマ」として放映されたテレビドラマである。

## 概要
福島で暮らす老夫婦のもとに、東京の渋谷で行われるカメラ展示販売会の案内状が届く。若かりし頃カメラが趣味だった夫の茂吉は、一念発起して東京へと出かける。猛反対する妻のちよも次第におれ、一緒に上京し孫娘のリカに会いに行く。20年ぶりの東京、そして夫婦生活の根底にある絆を描く。

## キャスト
- 斉藤茂吉：久米明
- 斉藤ちよ：渡辺美佐子
- リカ：市川実日子
- 京子：山口美也子
- 飯田：山中聡
- バイヤー太田：志賀廣太郎
- 宗近晴見
- 黒田大輔
- 後藤飛鳥
- ふるごおり雅浩

## スタッフ
- 作：前田司郎
- 音楽：BANANA
- 演出：中島由貴
- 制作統括：遠藤理史

## 受賞
- 第46回ギャラクシー賞
  - テレビ部門優秀賞
  - 月間ギャラクシー賞
- 第35回放送文化基金賞
  - テレビドラマ番組賞
  - 演技賞（久米明・渡辺美佐子）
- 東京ドラマアウォード2009 優秀賞[1]